# Rápolt
Rápolt là một thị trấn thuộc hạt Szabolcs-Szatmár-Bereg, Hungary. Thị trấn này có diện tích 3,23 km², dân số năm 2010 là 142 người, mật độ 44 người/km².